# Tiefland
Pour les articles homonymes, voir Tiefland (homonymie).
Représentations notables
- 23 novembre 1908 : Metropolitan Opera, New York 
 États-Unis

Personnages
- Sebastiano, un riche propriétaire (Baryton héroïque)
- Tommaso, doyen du village de 90 ans (Basse)
- Moruccio, fils du meunier et servant de Sebastiano (Basse de caractère)
- Marta, servante de Sebastiano (Soprano dramatique)
- Pepa, servant de Sebastiano (Soprano lyrique)
- Antonia, servante de Sebastiano (Mezzo Soprano)
- Rosalia, servante de Sebastiano (Alto)
- Nuri, servante de Sebastiano (Soprano)
- Pedro, berger (Ténor héroïque)
- Nando, berger (Ténor lyrique)
- Une voix (Basse)

Tiefland est un opéra en un prologue et 3 actes du compositeur allemand Eugen d'Albert, représenté pour la première fois à Prague en 1903. Le livret (libretto en italien) de Tiefland est signé par Rudolf Lothar, d'après la pièce Terra baixa du dramaturge et poète catalan Àngel Guimerà. Il s'agit du septième opéra d'Eugen Albert et de son plus célèbre, le seul dont l'action ne se passe pas en Allemagne.

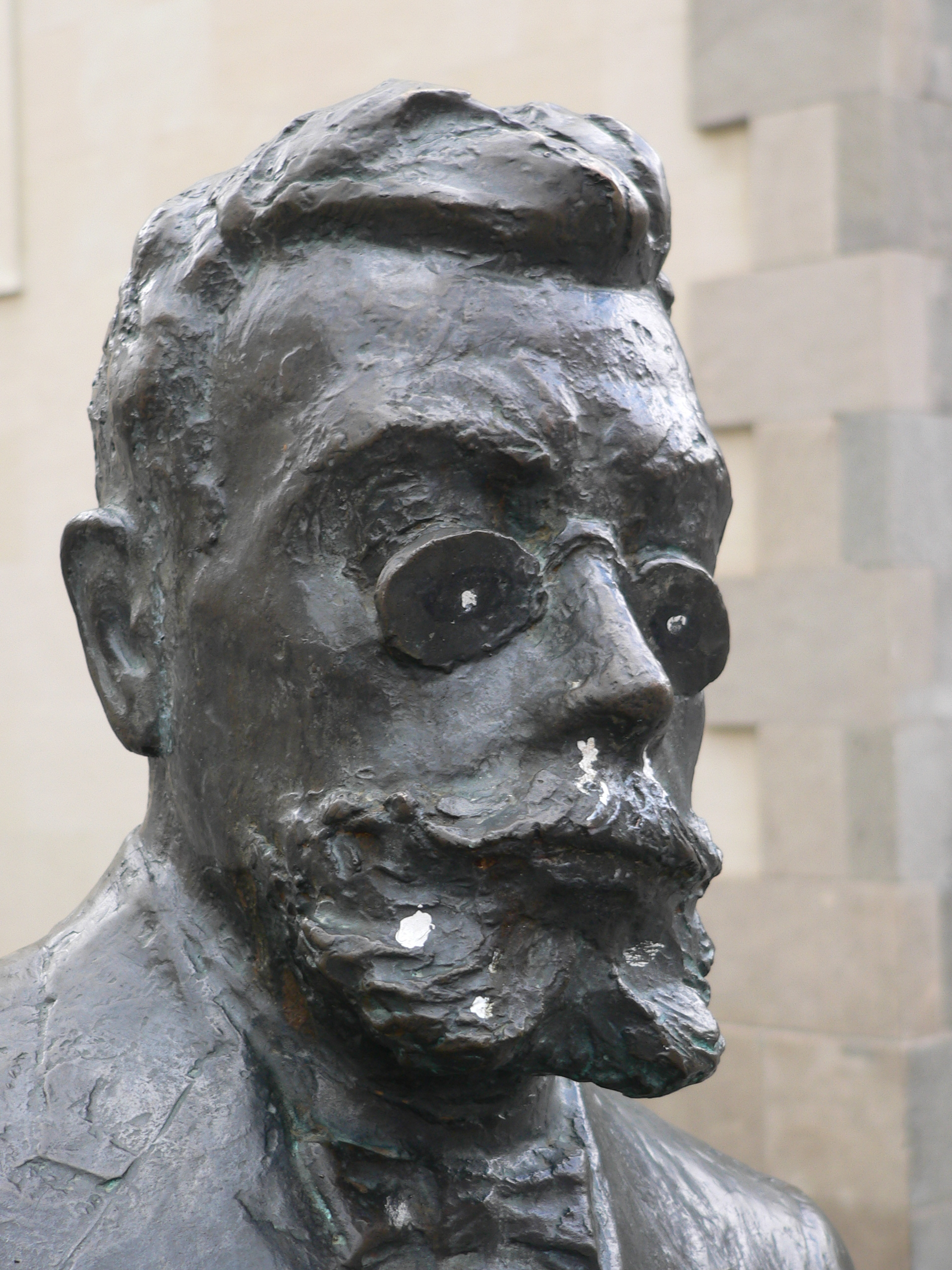
Le dramaturge catalan Ángel Guimerá.

## Argument
Pedro a une vision du monde très nette : le bien et le mal, les moutons et le loup. Sebastiano est propriétaire d'un immense domaine et a des droits sur les personnes qui travaillent pour lui. Il demande à Pedro d'épouser Marta, sa propre maîtresse, pour pouvoir la garder à disposition et pour permettre son propre mariage avec une riche héritière. Pedro apprend la nouvelle et tue Sebastiano sans aucun regret. Il retourne ensuite vivre dans les montagnes en compagnie de Marta et de son troupeau.

## Personnages et distribution à la création
- Sebastiano, un riche propriétaire (Baryton héroïque)
- Tommaso, doyen du village de 90 ans (Basse)
- Moruccio, fils du meunier et servant de Sebastiano (Basse de caractère)
- Marta, servante de Sebastiano (Soprano dramatique)
- Pepa, servant de Sebastiano (Soprano lyrique)
- Antonia, servante de Sebastiano (Mezzo Soprano)
- Rosalia, servante de Sebastiano (Alto)
- Nuri, servante de Sebastiano (Soprano) - Gertrude Förstel
- Pedro, berger (Ténor héroïque)
- Nando, berger (Ténor lyrique)
- Une voix (Basse)

## Adaptation au cinéma
1954 : Tiefland, film austro-allemand réalisé par Leni Riefenstahl, avec Bernhard Minetti (Don Sebastian) et  Leni Riefenstahl (Marta)